# Иванов, Никифор Иванович
Ники́фор Ива́нович Ивано́в (27 июня 1908, Олыкъял, Царевококшайский уезд, Казанская губерния, Российская империя ― 25 марта 1989, Йошкар-Ола, Марийская АССР, РСФСР, СССР) ― марийский советский государственный и административный деятель. Первый министр культуры Марийской АССР (1953―1958). Участник Великой Отечественной войны. Член ВКП(б).

## Биография
Родился 27 июня 1908 года в деревне Олыкъял ныне Моркинского района Марий Эл в крестьянской семье.
В 1933―1935 годах служил в РККА.
В 1938 году отозван с 3 курса исторического факультета Марийского педагогического института имени Н. К. Крупской. В 1938―1939 годах ― начальник Главного управления по делам литературы и издательств Марийской АССР, а в 1940―1942 годах ― председатель Комитета радиовещания и радиофикации Марийской АССР.
В 1942 году призван в Красную армию из города Йошкар-Олы. Участник Великой Отечественной войны: парторг 1347-го стрелкового полка 225-й стрелковой дивизии и 892-го отдельного линейного батальона связи 59-й армии на 1-м Украинском фронте, капитан. Отличился в боях за Выборг и Краков, на Сандомирском плацдарме. Был неоднократно ранен. В феврале 1946 года демобилизовался из армии. Награждён орденами Отечественной войны II степени, Красной Звезды и медалями. Имеет и иностранную награду ― Польский орден Возрождения V класса.
В 1946―1948 и 1951―1953 годах ― начальник Управления по делам культурно-просветительных учреждений при Совете Министров Марийской АССР. В 1951 году окончил Высшую партийную школу при ЦК ВКП(б). В 1953―1958 годах ― первый министр культуры Марийской АССР. Новообразованное министерство руководило всеми видами искусства, издательским делом, книжной торговлей, полиграфической промышленностью и культурно-просветительными учреждениями республики. В 1958―1969 годах ― начальник Управления по охране военных и гостайн в печати при Совмине МАССР.
В 1947―1951 годах избирался депутатом Верховного Совета Марийской АССР 2-го созыва и депутатом Йошкар-Олинского городского совета 4-го созыва.
Является автором 2-х пьес на марийском языке.
Награждён медалями и трижды ― Почётной грамотой Президиума Верховного Совета Марийской АССР.
Скончался 25 марта 1989 года в Йошкар-Оле, похоронен там же.

## Награды

### Трудовые
- Юбилейная медаль «За доблестный труд. В ознаменование 100-летия со дня рождения Владимира Ильича Ленина» (1970)
- Почётная грамота Президиума Верховного Совета Марийской АССР (1951, 1957, 1968)[2]
- Почётная грамота Марийского обкома КПСС и Совета Министров Марийской АССР[6]

### Боевые
- Орден Отечественной войны II степени (16.02.1945)[2][7]
- Орден Красной Звезды (27.09.1944)[2] [8]
- Орден Возрождения Польши V класса (1945)[2]
- Медаль «За победу над Германией в Великой Отечественной войне 1941―1945 гг.» (09.05.1945)

## Память
Материалы о первом министре культуры республики Н. И. Иванове ныне хранятся в Доме-музее Н. С. Мухина в деревне Олыкъял Моркинского района Марий Эл.